# 童叶庚
（1828年—1899年），字松君，号睫巢，又号巢睫山人，上海崇明縣人，光緒年间德清县知县，以創作智力遊戲十五巧板聞名。此处「叶」是古「协」字，非簡體字。

## 生平
童叶庚1845年考中秀才，经捐纳踏上仕途，历任浙江诸暨、富阳、黄岩等地縣丞。
1862年夏，童叶庚以七巧板為基礎，将七块拼盤增至十五块，並將此新創作的玩具稱為益智圖，又被後人稱十五巧板。他妻子祝梅君自號「瑤華仙史」，和五位兒子以十五巧板拼出草木、花果、鳥獸、魚蟲等常見易識之物。童叶庚將全家創作收集整理成書《益智图》供親朋好友欣賞、傳抄。
1864年，與苏州祝书绅在崇明设盐局、建仓廒，办理盐捐。
1878年秋，《益智图》在杭州雕版成书，書中有各器具、動物、植物，如筆架、如意、剪刀、花瓶、劍、魚、猴、兔、鹿、獅、荷葉、梨子、蘋果等，每幅圖有幾十字的簡單描述，書中還有圖形篇，主要拼出一些複雜幾何圖案。印行後，十五巧板逐漸風行全國。童葉庚還用十五巧板拼出《千字文》上面的漢字，日後收錄於《益智圖千字文》。
1884年秋，童叶庚调常山县县丞未莅任，以军功擢知县，除补德清知县。1885年又出版《益智续图》。任内为官清廉，救灾缉匪，後以事忤上官，落职归居。去任之日，百姓涕泣跪送逾郊三里。
1888年，童叶庚赴蘇州卜居，终日饮酒赋诗，以书画自娱，浸淫灯谜、酒令、回文詩圖、棋类等遊藝，又收藏眾多戰國、漢唐之古銅鏡，故言其齋為「百鏡齋」。他還創作蝸角棋、五星聯珠圖、月夜鐘聲圖等局戲。月夜鐘聲圖當時頗受士人歡迎，但民國後已不多見。著作《醉月隐语》有許多他的謎語創作。1890年，他將對各遊藝的心得與創作作品合於《睫巢镜影》此套游艺丛书，內含《静观自得录》、《说快又续笔記》、《雕玉双联》、《醉月隐语》、《回文片锦》、《蜗角新棋》、《五星联珠》、《月夜钟声图》、《六十四卦令》、《七十二候今》、《合欢令》、《斗花筹》。
1893年，喜歡十五巧板的恭親王奕訢為童葉庚的《益智圖千字文》題寫“操觚新格”。
1899年，童叶庚去世，留有遺作《益智图阴骘纹》，但未发行。

## 身後
1915年，小兒子童大年篆刻家和张元济主持的上海商務印書館合作，將《益智圖》、《益智續圖》、《益智燕几圖》、《益智圖千字文》合為一套六冊重印，搭配十五巧板銷售。鲁迅對這套書感兴趣，1931年4月託弟弟周建人去西泠印社购买。此套書再版多次，直到1933年上海商務印書館才停印。

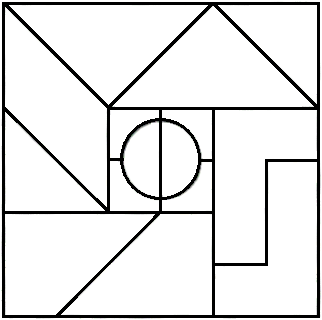
十五巧板